# Strykowice Górne
Strykowice Górne – wieś w Polsce położona w województwie mazowieckim, w powiecie zwoleńskim, w gminie Zwoleń. Ma status sołectwa.
| SIMC    | Nazwa       | Rodzaj                          |
| ------- | ----------- | ------------------------------- |
| 0643382 | Marianów    | część wsi                       |
| 1060263 | Stanisławów | część wsi (zniesiona w 2023 r.) |
| 0643407 | Stasin      | część wsi                       |
| 0643413 | Stefanów    | część wsi                       |

W latach 1975–1998 miejscowość administracyjnie należała do województwa radomskiego.
Wierni Kościoła rzymskokatolickiego należą do parafii Podwyższenia Krzyża Świętego w Zwoleniu.